# Tamarana
Tamarana là một đô thị thuộc bang Paraná, Brasil. Đô thị này có diện tích 472,153 km², dân số năm 2007 là 11413 người, mật độ 22 người/km².